# Kirugunda, Nanjangud
Kirugunda là một làng thuộc tehsil Nanjangud, huyện Mysore, bang Karnataka, Ấn Độ.